# Joseph Freusberg (Politiker, 1842)
Joseph Maria Kaspar Markus Freusberg (* 23. September 1842 in Olpe; † 30. Juli 1917 in Berlin) war ein preußischer Beamter. Er war unter anderem Landrat der Kreise Olpe und Arnsberg sowie später im preußischen Kultusministerium zuständig für die Fragen der katholischen Kirche.
Freusberg war Sohn von Caspar Freusberg und dessen Ehefrau Theresia (geb. DuMont). Der Vater war Richter und Besitzer des Gutes Voerde. Im Jahr 1861 legte Freusberg am Gymnasium Laurentianum in Arnsberg das Abitur ab. Anschließend studierte er Rechts- und Kameralwissenschaften in Bonn, Heidelberg und Berlin. Während seines Studiums wurde er 1861 Mitglied der Burschenschaft Alemannia Bonn. Im Jahr 1864 wurde er Auskultator am Appellationsgericht in Arnsberg, dort wurde er auch später Gerichtsreferendar. Im Jahr 1866 nahm er als Soldat am Deutschen Krieg teil. 1869 bestand er sein Assessorexamen.
Ab 1870 war Freusberg Landrat des Kreises Olpe. Im Jahr 1871 heiratete er Maria Herold, eine Schwester des Reichstagsabgeordneten der Zentrumspartei Carl Herold. Aus der Ehe gingen sieben Kinder hervor. Ein Kind, nämlich Caspar Freusberg, wurde später ebenfalls Landrat im Kreis Olpe. Der gleichnamige Sohn Josef Freusberg wurde Weihbischof in Erfurt. Eine Tochter wurde Ordensfrau.
Während seiner Zeit im Kreis Olpe gründete Freusberg die landwirtschaftliche Winterschule in Elspe. Im Jahr 1883 wechselte er zum Landratsamt in Arnsberg. Freusberg war 1875 bis 1877 und 1887 bis 1898 Mitglied des westfälischen Provinziallandtags. 
1896 wechselte Joseph Freusberg nach Berlin, nachdem er am 5. Juli 1896 zum Verwaltungsgerichtsdirektor beim Bezirksausschuss in Berlin ernannt worden war. Zum 1. Dezember 1899 erhielt Freusberg schließlich eine Berufung als Hilfsarbeiter in das Kultusministerium. Dort erhielt er am 5. März 1900 auch seine Ernennung zum Geheimen Regierungs- und Vortragenden Rat. Zuständig war Freusberg, der selbst Katholik war, für die Angelegenheiten der katholischen Kirche. In den folgenden Jahren wurde er 1903 zum geheimen Oberregierungsrat, 1913 zum wirklichen geheimen Regierungsrat befördert. Als Beamter des Kultusministeriums versuchte Freusberg sowohl den Interessen des Staates wie auch der Kirche zu dienen. Daneben war er als Justitiar der Charité tätig.